# Leptostylis elongata
Leptostylis elongata är en kräftdjursart som beskrevs av Michel Ledoyer 1988. Leptostylis elongata ingår i släktet Leptostylis och familjen Diastylidae. Inga underarter finns listade i Catalogue of Life.